# Salvio Juliano
Lucio Octavio Cornelio Publio Salvio Juliano Emiliano (en latín: Lucius Octavius Cornelius Publius Salvius Iulianus Aemilianus; Hadrumetum, c. 100-c. 170), más conocido como Salvio Juliano, fue, junto con Labeón, la figura más importante de la jurisprudencia romana. No obstante, además de su función como jurisconsulto, también desarrolló una brillante carrera política, llegando a ocupar los cargos de cuestor, pretor, cónsul ordinario en el año 148 junto con Gayo Belicio Calpurnio Torcuato, y gobernador de las provincias de Germania Inferior, Hispania Citerior Tarraconenesis y Africa Proconsularis, entre otros.

## Datos biográficos

### Vida y carrera política

Salvio Juliano nació en las proximidades de la actual ciudad de Susa, en Túnez. Sin embargo, se piensa que su familia era de origen itálico.

A pesar de que no se conoce la fecha exacta de su nacimiento, se tiene constancia de que este se produjo durante los años finales del imperio de Trajano (en torno al año 100 d. C.), probablemente en la ciudad de Pupput, cercana a la colonia romana de Hadrumetum, en la costa este de la provincia romana de África. No en vano, en este mismo emplazamiento se descubrió, en 1899, una inscripción honorífica en la que figura toda la trayectoria política de Juliano hasta su cargo más alto, el proconsulado de la provincia de África. También se cree que, aún habiendo nacido en el continente africano, pertenecía a una prestigiosa familia itálica.

Para Lucio Octavio Cornelio Salvio Juliano Emiliano, hijo de Publio, miembro del decemviri stlitibus iudicandis, cuestor del emperador Adriano siendo el único integrante de la cuestura al que el deificado Adriano dobló su salario por razón de su extraordinario conocimiento (jurídico), tribuno de la plebe, pretor, prefecto del erario público y también del erario militar, cónsul, pontífice, sacerdote de la hermandad adriana y de la hermandad antoniniana, supervisor de los templos, legado del emperador Antonino Pío en Germania Inferior, legado de los emperadores Antonino Pío y Lucio Vero en Hispania Citerior, procónsul de la provincia de África, a nuestro protector. Erigido  por decreto de los decuriones (de Pupput) con fondos públicos.
Versión traducida de una inscripción. Corpus Inscriptionum Latinarum.

Fue discípulo de Javoleno Prisco, quien a comienzos del siglo II dirigía la escuela sabiniana, también denominada casiana, lo que explica que Juliano se refiriese a este jurisconsulto en sus escritos de madurez. Ya durante su juventud su genio jurídico empezó a despuntar, lo que provocó que su aprendizaje fuese objeto de reconocimiento. Años más tarde, y de acuerdo con el testimonio dado por Sexto Pomponio, Juliano llegó a alcanzar el puesto de jefe de la escuela. Sin embargo, las diferencias entre proculeyanos y sabinianos no se acentuaron a raíz de su liderazgo, sino que su pensamiento y personalidad hicieron que la contraposición histórica existente entre ambas facciones se desvaneciese y quedase superada.